# هوب فینکن
هوب فینکن (هلندی: Hub Vinken؛ ۱۶ آوریل ۱۹۲۶ – ۳۰ مارس ۲۰۱۰) دوچرخه‌سوار اهل هلند بود.
وی در مسابقات کشوری و بین‌المللی در مجموع برندهٔ ۱ مدال برنز شده‌است.